# 육군과학화전투훈련단
육군과학화전투훈련단(陸軍科學化戰鬪訓鍊團, 영어: KCTC, Korea Combat Training Center)은 대한민국 강원특별자치도 인제군에 위치한 대한민국 육군교육사령부 예하 훈련 센터이다. 마일즈 장비와 같은 전투훈련장비를 활용해 실전에 근접한 모의 전투를 구현한다.

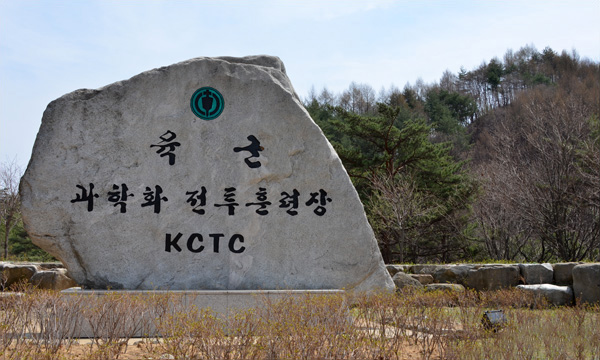
육군과학화전투훈련단 표지석

## 연혁

### 훈련장 구축 계획 정립기

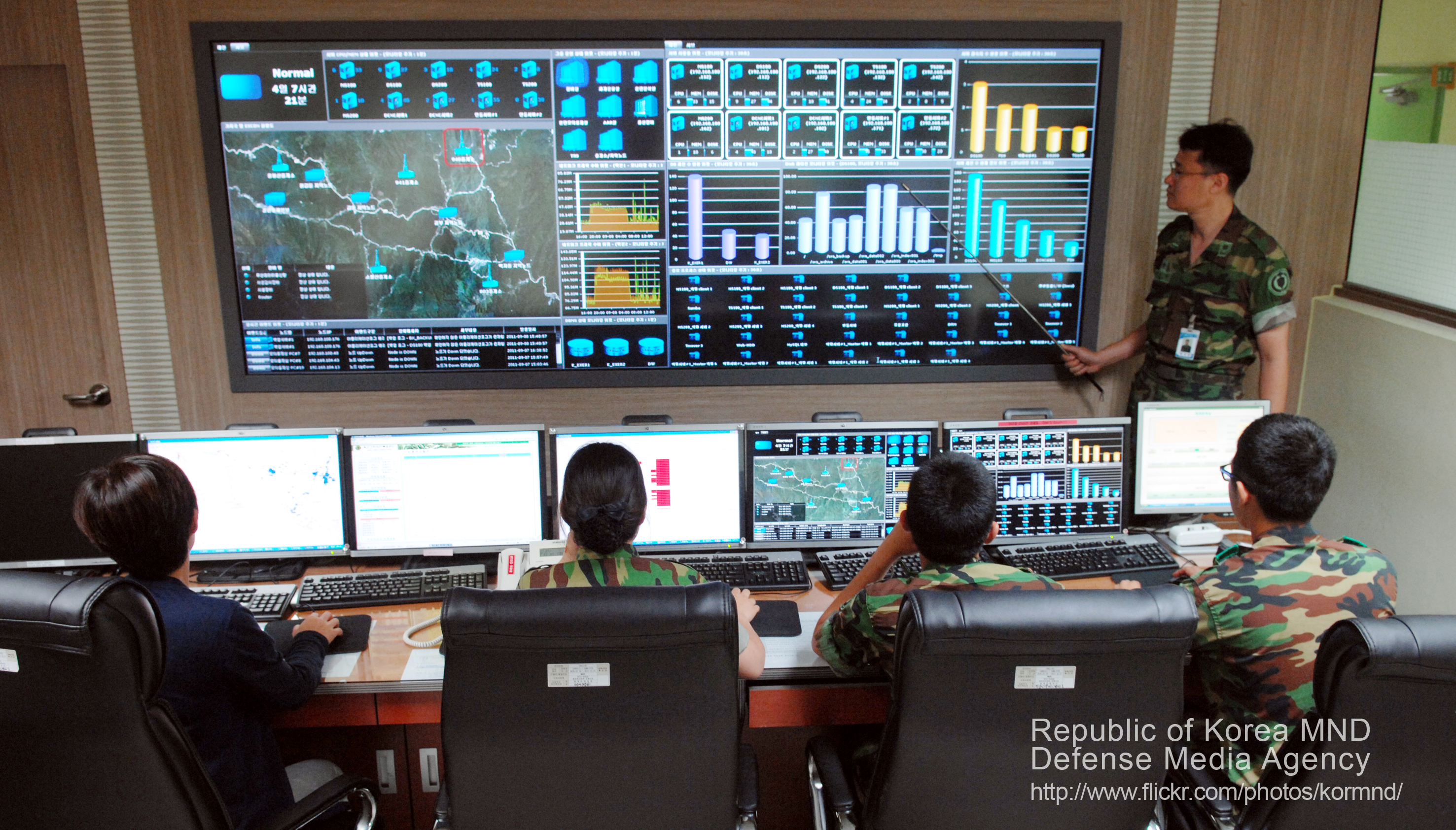
과학화전투훈련을 실시간으로 관찰/분석하는 육군과학화전투훈련단 훈련통제본부의 모습

1981년 11월 5일 대부대 기동훈련장 설치구상(상부지시, 특)에 의해 훈련단 사업이 시작되었다. 육군교육사령부에서 준비기관인 '제병협동훈련장사업단'을 창설하고 인제와 홍천 등지의 부지를 매입하였다. 1992년 부지 매입 계획을 최초 1.7억평에서 4,309만 평으로 조정하였고 훈련장 사업업무를 1군 NTC 사업단이 인수를 하였다. 이때 다시 부지 평수를 3,780만 평으로 조정하였다.

### KCTC 사업단 창설기

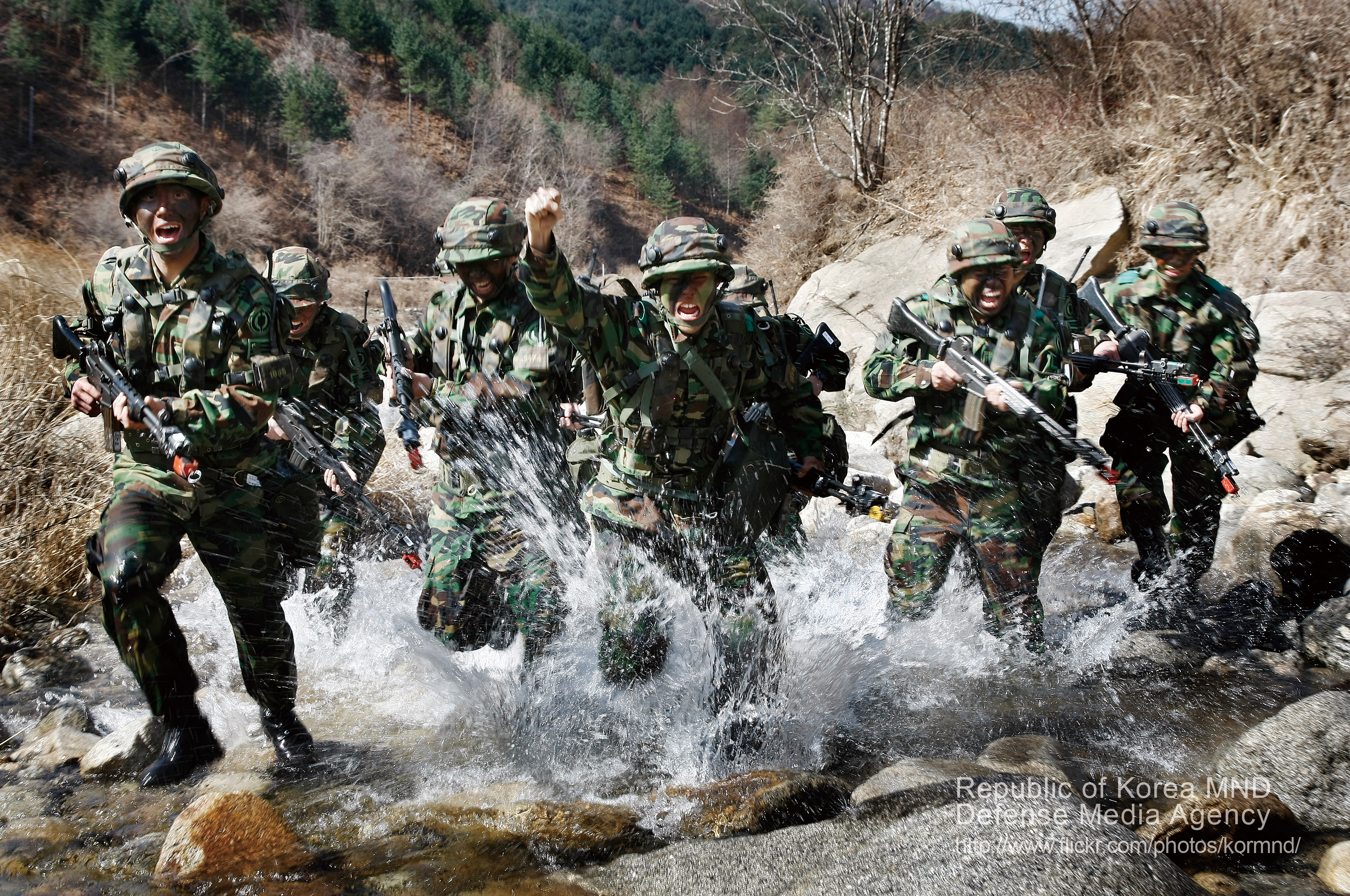
훈련중인 육군과학화전투훈련단 전문대항군 부대 장병들

1997년 사업계획이 다시 3,577만 평으로 줄이면서 최초 사단/여단급 기동훈련장이 아닌 보병연대급 기동훈련장으로 축소되었다. 하지만 1년 후에 단계별 구축하자는 의견에 따라 연대급이 아닌 대대급으로 확정지으면서 육군일반명령 127호에 의거 KCTC사업단이 창설되었다.(육군교육사령부 예속)

### 중앙통제장비 개발 및 중대전투훈련통제단 창설기
중앙통제장비 개발과 관련해 쌍용정보통신과 계약을 체결하고 2001년에 중대전투훈련 통제단을 우선 창설하였다. 그리고 2002년 4월 육군일반명령 제02-6호에 의거하여 인제-홍천 훈련장에 육군과학화훈련단을 창설하고 대전에 있던 준비기관인 KCTC 사업단은 해체하였다. 또 제03-7호에 의거하여 전문대항군대대를 창설하였다. 2004년에는 이 대대를 증편하여 기술시험을 평가하였다.(육군일반명령 제04-6호)

### 대대급 과학화 전투훈련 구축 및 시행
2005년에 처음으로 대대급 전투훈련이 시행되었으며 운용시험평가및 KCTC 중앙통제장비체계를 인수하였다. 2006년에는 육군일반명령 제06-25호에 의거하여 조직을 개편하였는데 전문대항군대대라는 명칭에서 11보병대대로 부대명칭을 변경하였고 체계운영부를 개편하였다.

### 대대급 과학화 전투훈련 시행
2007년에는 훈련부를 5개처로, 지원부를 3개처로 개편하며 여단급 사업을 추진하였다. 여기에 1대 중대를 증편하여 제 1회 과학화 전투 경연대회를 가졌다. 2009년에는 훈련모델을 개선하고 훈련장을 확대하였다.

### 연대급 확장
2009년부터 여단급 사업단의 활동을 시작하여 탐색을 개시하였고, 2010년 체계개발사업에 착수하였다. 2015년 기존의 11대대를 증편하여 전문대항군연대를 창설하였다. 2016년에 연대급 과학화 전투훈련 체계 구축을 완료하고 연대급 훈련을 시작할 예정이다.

### 여단급 전투훈련 시작
2018년 7월, 제6보병사단 제19보병연대의 1차 전투훈련을 시작으로 4번의 전투훈련을 성공적으로 마쳤다.

## 과학화 훈련 일지
- 2005년
  - 6개 중대 (4,676명) 전투훈련 실시
- 2006년
  - 18개 대대 (12,744명) 전투훈련 실시
  - 특이사항: 특전사와 해병대 참가
- 2007년
  - 21개 대대 (15,263명) 전투훈련 실시
  - 특이사항: 육군사관학교생도 참가
- 2008년
  - 25개 대대 (17,052명) 전투훈련 실시
  - 특이사항: 파병부대 참가
- 2009년
  - 27개 대대 (17,309명) 전투훈련 실시
  - 특이사항: OBC(3개 과정) 참가
- 2010년
  - 21개 대대 (16,245명)
  - 특이사항: 훈련부대간 쌍방훈련 시험적용
- 2011년
  - 특이사항: 수도기계화보병사단 기계화부대 최초 참가

## 조직
계획지원부, 훈련부, 체계부의 3개 부서와 근무지원대대, 그리고 전문대항군연대(전갈부대)로 구성된다.
- 계획지원부
  - 정작처
  - 지원처
- 훈련부
  - 훈련통제처
  - 훈련1처
  - 훈련2처
  - 대항군처
- 체계부
  - 체계계획처
  - 체계운영처
  - 훈련장비처
- 전문대항군연대(전갈부대)
- 근무지원대대

## 같이 보기
- 대항군
- 마일즈 장비